# Concacafs U20-mästerskap
Concacafs U20-mästerskap är en internationell fotbollsturnering som spelas i Nordamerika, Centralamerika och Västindien och anordnas av fotbollsförbundet Concacaf. Turneringen spelas vartannat år och kvalificerar lag till U20-världsmästerskapet i fotboll. Mexiko är det mest framgångsrika laget i turneringen och vann tio av de sexton första mästerskapen. Mellan 1998 och 2007 spelades mästerskapet i två separata grupper och ingen exklusiv U20-mästare för Concacaf korades under åren. Från 2009 gjordes formatet om och återigen korades exklusiva mästare.

## Upplagor av mästerskapet och slutställning
Nedan listas de lag som spelade semifinaler i respektive mästerskap, med slutställning.
Concacafs ungdomsmästerskap (1962–1974)
| År   | Värdnation | Vinnare         | Tvåa          | Trea                        | Fyra                        |
| ---- | ---------- | --------------- | ------------- | --------------------------- | --------------------------- |
| 1962 | Panama     | Mexiko U20      | Guatemala U20 | Nederländska Antillerna U20 | Costa Rica U20              |
| 1964 | Guatemala  | El Salvador U20 | Honduras U20  | Guatemala U20               | Nederländska Antillerna U20 |
| 1970 | Kuba       | Mexiko U20      | Kuba U20      | Jamaica U20                 | El Salvador U20             |
| 1973 | Mexiko     | Mexiko U20      | Guatemala U20 | Kuba U20                    | Kanada U20                  |
| 1974 | Kanada     | Mexiko U20      | Kuba U20      | Trinidad och Tobago U20     | Ingen semifinalist          |

Concacafs U20-mästerskap (1976–1996)
| År   | Värdnation          | Vinnare        | Tvåa                    | Trea                    | Fyra               |
| ---- | ------------------- | -------------- | ----------------------- | ----------------------- | ------------------ |
| 1976 | Puerto Rico         | Mexiko U20     | Honduras U20            | USA U20                 | Guatemala U20      |
| 1978 | Honduras            | Mexiko U20     | Kanada U20              | Honduras U20            | Costa Rica U20     |
| 1980 | USA                 | Mexiko U20     | USA U20                 | Ingen bronsmedaljör     | Ingen semifinalist |
| 1982 | Guatemala           | Honduras U20   | USA U20                 | Costa Rica U20          | Guatemala U20      |
| 1984 | Trinidad och Tobago | Mexiko U20     | Kanada U20              | El Salvador U20         | USA U20            |
| 1986 | Trinidad och Tobago | Kanada U20     | USA U20                 | Trinidad och Tobago U20 | Kuba U20           |
| 1988 | Guatemala           | Costa Rica U20 | Mexiko U20              | USA U20                 | Kuba U20           |
| 1990 | Guatemala           | Mexiko U20     | Trinidad och Tobago U20 | USA U20                 | Guatemala U20      |
| 1992 | Kanada              | Mexiko U20     | USA U20                 | Kanada U20              | Honduras U20       |
| 1994 | Honduras            | Honduras U20   | Costa Rica U20          | Kanada U20              | El Salvador U20    |
| 1996 | Mexiko              | Kanada U20     | Mexiko U20              | USA U20                 | Costa Rica U20     |

Concacafs U20-mästerskap (1998–2007)
Mellan åren 1998 och 2007 delades turneringen i två grupper där de fyra bästa lagen kvalificerade sig till ungdomsvärldsmästerskapet i fotboll.
| År   | Värdnation                    | Vinnare        | Tvåa           |
| 1998 | Guatemala (Grupp A)           | USA U20        | Costa Rica U20 |
| 1998 | Trinidad och Tobago (Grupp B) | Mexiko U20     | Honduras U20   |
| 2001 | Kanada (Grupp A)              | Costa Rica U20 | USA U20        |
| 2001 | Trinidad och Tobago (Grupp B) | Kanada U20     | Jamaica U20    |
| 2003 | Panama (Grupp A)              | Panama U20     | Mexiko U20     |
| 2003 | USA (Grupp B)                 | Kanada U20     | USA U20        |
| 2005 | Honduras (Grupp A)            | USA U20        | Panama U20     |
| 2005 | USA (Grupp B)                 | Kanada U20     | Honduras U20   |
| 2007 | Panama (Grupp A)              | USA U20        | Panama U20     |
| 2007 | Mexiko (Grupp B)              | Mexiko U20     | Costa Rica U20 |

Concacafs U20-mästerskap
| År   | Värdnation          | Vinnare        | Tvåa                        | Trea                         | Fyra                             |
| ---- | ------------------- | -------------- | --------------------------- | ---------------------------- | -------------------------------- |
| 2009 | Trinidad och Tobago | Costa Rica U20 | USA U20                     | Honduras U20                 | Trinidad och Tobago U20          |
| 2011 | Guatemala           | Mexiko U20     | Costa Rica U20              | Guatemala U20                | Panama U20                       |
| 2013 | Mexiko              | Mexiko U20     | USA U20                     | El Salvador U20              | Kuba U20                         |
| 2015 | Jamaica             | Mexiko U20     | Panama U20                  | USA U20 · Honduras U20       | Match om tredjepris spelades ej. |
| 2017 | Costa Rica          | USA U20        | Honduras U20                | Mexiko U20 · Costa Rica U20  | Match om tredjepris spelades ej. |
| 2018 | USA                 | USA U20        | Mexiko U20                  | Honduras U20 · Panama U20    | Match om tredjepris spelades ej. |
| 2022 | Honduras            | USA U20        | Dominikanska republiken U20 | Guatemala U20 · Honduras U20 | Match om tredjepris spelades ej. |
| 2024 | Mexiko              | Mexiko U20     | USA U20                     | Kuba U20 · Panama U20        | Match om tredjepris spelades ej. |